# Liisi Oterma
Liisi Oterma (Turku, 6 de janeiro de 1915 - Turku, 4 de abril de 2001) foi uma astrónoma finlandesa, a primeira mulher a ter Ph.D. em astronomia na Finlândia.
Ela descobriu e codescobriu alguns cometas, incluindo cometas periódicos como 38P/Stephan-Oterma e 39P/Oterma. Também descobriu vários asteroides.
O asteroide 1529 Oterma recebeu esse nome em sua homenagem.